# Typhloligidium karabijajlae
Typhloligidium karabijajlae är en kräftdjursart som beskrevs av Borutzkii 1962. Typhloligidium karabijajlae ingår i släktet Typhloligidium och familjen gisselgråsuggor. Inga underarter finns listade i Catalogue of Life.